# Platypalpus chionochaeta
Platypalpus chionochaeta är en tvåvingeart som först beskrevs av Mario Bezzi 1904.  Platypalpus chionochaeta ingår i släktet Platypalpus och familjen puckeldansflugor. Inga underarter finns listade i Catalogue of Life.